# فيليب روزنتال
فيليب روزنتال (بالإنجليزية: Philip Rosenthal)‏ هو منتج أفلام وكاتب وكاتب سيناريو وممثل أمريكي، ولد في 27 يناير 1960 بكوينز في الولايات المتحدة. من الجوائز التي نالها جائزة نقابة الكتاب الأمريكية.

## أعمال

### مسلسلات
- الجميع يحب رايموند

## جوائز
- جائزة نقابة الكتاب الأمريكية

## وصلات خارجية
- فيليب روزنتال على موقع IMDb (الإنجليزية)
- فيليب روزنتال على موقع ألو سيني (الفرنسية)
- فيليب روزنتال على موقع قاعدة بيانات الأفلام السويدية (السويدية)
- فيليب روزنتال على موقع ديسكوغز (الإنجليزية)
- فيليب روزنتال على موقع قاعدة بيانات الفيلم (الإنجليزية)
- فيليب روزنتال على موقع كينوبويسك (الروسية)